# Масівці (зупинний пункт)
Масівці (Масивці) — пасажирський зупинний пункт Жмеринської дирекції Південно-Західної залізниці на електрифікованій дільниці Жмеринка — Гречани між станцією Коржівці (6 км) та зупинним пунктом Верхня Ділянка (4 км). Розташований в селі Богданівці Хмельницького району Хмельницької області.

## Історія
Зупинний пункт відкритий у 1951 році.

## Пасажирське сполучення
На платформі Масівці зупиняються приміські електропоїзди сполученням Жмеринка — Гречани.